# Смерть консула Брута
«Смерть консула Брута» (італ. La morte del console Bruto) — картина італійського живописця Джованні Баттісти Тьєполо (1696–1770), представника венеційської школи. Створена між 1728 і 1730 роками. Зберігається в колекції Музею історії мистецтв у Відні (інв. №GG 6798).
Наприкінці 1720-х років Тьєполо виконав 10 полотен декоративного циклу для головного залу палацу Дольфін у Венеції. У 1725–1730 роках, знаходячись під покровительством родини Дольфін, художник одночасно працював над оформленням венеційського палацу і палацу патріарха в Удіне, яким керував Діонізіо Дольфін (1663–1734). Джованні Дольфін (1617–1699) замовив у 1726 році молодому Тьєполо 10 полотен, аби вставити їх в уже існуючі у палаці рами. Цикл, що розповідає про події давньоримської історії, був задуманий як уславлення моральних і громадянських доблестей і героїзму, зараз розрізнений і зберігається у Санкт-Петербурзі, Нью-Йорку та Відні.
В яскраво вираженій світлотіньовій постановці на картині зображений консул Луцій Юній Брут, який загинув у боротьбі з Аррунтом, сином останнього поваленого короля етрусків, у битві римлян проти етрусків. Цей поєдинок також коштував життя й Аррунту. Звеличуючи хоробрість римлян, художник натякає на доблесть венеційських родин. 
У 1930 році картина була придбана Музеєм історії мистецтв у Відні за посередництва Камілло Кастільйоні (1879–1957) із колекції Міллера-Айхгольца.